# Salto Kukenan
Il Salto Kukenan, in Venezuela, è la seconda più alta cascata d'acqua della Terra, dopo il salto Angel. In genere il fiume adduttore viene considerato l'undicesimo più elevato al mondo. La cascata raggiunge la lunghezza di 670 metri circa in un unico salto, e si infrange giungendo alla base del tepui Kukenan.
Il Salto Kukenan è stato considerato da varie fonti come la seconda, terza e così via, fino al ventesimo posto, in termini di altezza. Discrepanze originate dal fatto che le misure effettuate prendono in considerazione solo la parte superiore, lasciando fuori la base della cascata accanto al tepui.